# 元澄
元澄（467年—520年1月13日），字道镜，河南郡洛阳县（今河南省洛阳市东）人，追尊魏景穆帝拓跋晃之孫，任城康王拓跋雲長子，北魏宗室、官员。

## 生平

### 早年
元澄從小好學，鬢髮很美，舉止進退有節，言語清晰明辯，聲音有如洪鐘。他的父親拓跋雲逝世後，居喪期間，他以守孝道而聞名。他承襲了父親的封爵，加号征北大將軍。因氐羌反叛，朝廷任命他為征南大將軍、梁州刺史。冯太后接見了他並加以告誡和勉勵，她看著元澄，對中書令李冲說：“這個孩子的風采神韻煥然迸發，自當成為宗室的領袖，這次出行應當不辱使命，我不會亂說的。”元澄到梁州以後，耐心誘導氐羌人歸附朝廷，西南一帶都歸順了。朝廷加封他為侍中，賞賜一套衣物，讓他乘上一匹黃馬，以表彰他的功績和才能。
元澄其後轉為開府、徐州刺史，很有名聲和政績。朝拜京城時，被引至皇信堂。孝文帝元宏問元澄：“過去鄭國子產鑄刑書，而晉國的叔向不以為然。這兩人都是賢士，究竟誰是誰非？”元澄回答說：“鄭國弱小寡助，懾於強大的鄰國壓力，人心容易反复，不用刑律難以管理，所以鑄刑書向他們表示威嚴。雖然有背於古制，卻適合於今天權變之道。”孝文帝正在進行變革，十分欣賞元澄的回答，便笑著說：“任城王應當成為魏國的子產啊！我正在創改朝中製度，自當和任城王共建萬世之功。”後來便徵召他入朝當中書令，又改任尚書令。南齊的庾蓽前來朝見，見元澄言辭文雅，風度秀逸超群，便對主客郎張彝說：“以前魏國的任城王以勇武著稱，如今魏國任城王卻以文采見美了！”

### 孝文南伐
這時，孝文帝下詔大集四廟的子孫在皇信堂舉辦宴會共敘宗室之親，不按爵位排列順序，全按昭穆的次序排位，用家人的禮節相見。孝文帝說：“行禮已畢，我要讓宗室內各人都表達自己的志向，可一概賦詩。”他特別下令由元澄作七言詩句連韻。元澄和孝文帝反復打賭比賽，因而玩得十分高興，直至深夜才結束。後來，孝文帝對外表示要南征，但是卻打上遷都的盤算，他在明堂左側齋戒，召來太常卿王諶，親自命令他占卜易卦來預測南征之事，得到了革的卦象。元澄進言說：“《易》中說，革就是改更的意思，將要革君臣之命。商湯、周武王得了這個卦象就是吉兆。陛下為天下皇帝，今日的卦象，不能說是革命，不能認為全是吉兆。”孝文帝嚴厲地說道：“這個卦像說，大人虎變，怎麼說不吉利呢！”車駕回官後，立即召見元澄。元澄還未登上台階，孝文帝就遠遠地對他說：“剛才所說的《革》卦，現在想和你再討論一下。我在明堂發怒，是擔心大家跟著說三道四，壞了我的大計，所以裝出很生氣的樣子讓文武百官感到害怕罷了。”於是，他單獨對元澄說：“國家從北方興起，遷居到平城，雖然富有四海，但文化、習俗等均未合一。這裡是用武之地，不是可以興起文教的地方。崤山函谷關自古為帝宅，河洛一向是王室之居所，我想舉行此等大事，宅居中原，你意下以為如何？”元澄十分贊成這件事。孝文帝說：“任城王便是我的張子房啊！”於是，加封他為撫軍大將軍、太子少保，又兼尚書左僕射。當車駕到達洛陽，確定了遷都的計謀之後，孝文帝下詔令元澄馳回北方，詢問留在那裡的百官，查探他們的抉擇。元澄說：“近日所說的《革》卦，如今真的可稱為革了！”元澄到達代都之後，眾人聽了有關遷都的詔書，無不萬分驚訝。元澄援引古今事例，耐心地加以開導，眾人這才明白和信服。於是，元澄南歸回報，在滑台會見了孝文帝。孝文帝大喜，說：“如果不是任城王，我的大業不能成功啊！”元澄跟從皇帝到達鄴宮，被任命為吏部尚書。
當孝文帝從代都出發北巡時，留下元澄挑選舊臣。當初，魏國官員從公侯以下，動則以萬計，沉冗閒散，沒事可做。元澄將他們分為三等，確定優劣，讓他們中有才能的盡其所能加以任用，沒有人發出怨言。車駕回到洛陽後，皇帝又讓他兼右僕射。孝文帝到北芒，因而前往洪池，命令元澄上龍舟侍候。皇帝對他說：“昨天夜裡我夢見有一位老公公，拜立在路的左側，說是晉朝的侍中嵇紹，特地前來迎接，神情謙恭有些害怕的樣子，似乎有所請求。”元澄說：“陛下經過殷墟時弔祭比干，到洛陽以後沒有祭祀嵇紹，想是他請求皇上的加恩所以託夢吧！”文帝說：“我既然有了這個夢，或許真像你所說的那樣。”於是，他派人尋找嵇紹的墳墓，派使者加以祭祀。
齊明帝廢黜海陵王自立為帝，南齊的雍州刺史曹武請求以獻出襄陽前來歸附，孝文帝準備親自前去接受。他召來元澄和咸陽王元禧、彭城王元勰、司徒馮誕、司空穆亮、鎮南將軍李沖等一起商議。以咸陽王元禧為首等人主張應當前往，也有些人認為不該去。孝文帝說：“眾人的意見不一致，應當有個主客之分，互相啟發。任城王和鎮南將軍主張應當留在京城，我自當作為應當前去的一方，大家靜坐聽我們論辯，最後都聽從獲勝的一方。”於是，孝文帝和他們反復辯論了幾輪，車駕決定南征，不聽從元澄和李沖等人的意見。元澄跟從皇帝南征到達懸瓠，因為病重而回京。
車駕回到洛陽後，孝文帝在清徽堂接見王公侍臣。孝文帝說：“這座殿堂建成以來，還沒有和王公們在這裡舉行宴樂之禮。今天要和群賢們一起做到沒有不登的高處，沒有不入的小地方。”於是到了流化渠。孝文帝說：“這裡的曲水，取乾道曲成之意，萬物沒有留滯的地方。”其次到了洗煩池。孝文帝說：“這個池內也有嘉魚。”元澄說：“所謂『魚在水藻，有頒其首』啊！”孝文帝說：“且取『王在靈沼，於禼魚躍』之意。”又來到觀德殿。孝文帝說：“射以觀德，所以叫這個名字。”又到了凝閒堂。皇帝說：“這座堂名取自夫子閒居的意思。不可以縱情奢侈而忘了勤儉，自覺安樂而忘了危險，所以在這堂的後面建了茅茨堂。”他又對李沖說：“這座堂的東面稱為步元廡，西面稱遊凱廡。這裡雖然沒有唐堯這樣的明君，但你們都是無愧于當他下面的元、凱這樣的賢臣的。”李沖回答說：“臣下等人既然遇到了唐堯這樣的明君，又怎麼敢推去元、凱之臣的稱號呢？”孝文帝說：“太陽將下山，我還和同族宗親有共敘親情的慣例，你們準備出宮，怎麼能不留下佳篇呢？”於是當即讓黃門侍郎崔光、郭祚、通直郎邢巒、崔休等賦詩以言志。送上燭火時，公卿們辭退，李沖再次拜辭並且祝皇帝萬歲壽。孝文帝說：“你們在燭火送到時告辭，又獻上萬壽，我當回報你們《南山》之詩。”於是，元澄便說：“燭至辭退，庶姓之禮；在夜載考，宗族之義。你們暫且回去，我要和各宗室親王在此舉行夜飲。”後來，元澄因公事而被免職。不久，又兼任吏部尚書。
恆州刺史穆泰在恆州謀反，朝廷授給元澄持節、銅武、竹使符，左右禦杖，仍兼管恆州事。當行進到雁門時，派遣書侍御史李煥先去。到恆州後立即抓住穆泰，窮追他的黨羽，所有罪犯都被擒獲。鉅鹿公陸睿、安樂侯元隆等一百多人都被關進獄中。將詳細情況表奏朝廷。孝文帝看完奏表，便十分高興地說：“我的任城王真是社稷重臣，就算讓皋陶來審理，又怎能超過他？”孝文帝看著咸陽王元禧說：“你們如果正在那裡的話，不可能辦成這件事。”孝文帝不久駕幸平城，犒勞元澄，並去看了那些叛亂的黨人，那些人沒有一個說自己是被冤枉的，當時的人無不讚歎。皇帝對左右的人說：“必也無訟，我今天親眼見到了。”於是，任命元澄為正尚書。
孝文帝南征時，留下元澄守衛京都，又兼右僕射。元澄上表請求以自己封國的一年的租賦和布帛資助軍隊使用，皇帝只同意接受一半。孝文帝其後到了鄴城，見到公卿們便說：“我昨天進城時，見到車上的婦女有戴著帽子，身穿小短襖的，尚書為什麼沒有註意到？”元澄說：“穿的人還很少。”孝文帝說：“任城王想讓全城都穿上嗎？一句話可以使邦國喪亡，說的正是這樣。可讓史官把這件事記下來。”他又說：“王者的輔助大臣不是從天而降的，而是選拔有才能的人加以任用。我用人失當，你竟聽任一群婦女穿著這樣的奇服，我自當再行挑選。任城王在官署中辦事，是讓天下人遵從綱紀法度，還是處理日常事務呢？”元澄說：“我實在是到那里辦理一下事務而已。”孝文帝說：“要是這樣的話，只要任命一位令史去辦就行了，何必讓你去呢？”不久便改任元澄為尚書右僕射，隨從皇帝南征。孝文帝逝世時，受命佐政。

### 輔助宣武
宣武帝元恪即位初年，有前來投降的嚴叔懋報告說，尚書令王肅派孔思達私通南齊，準備叛變。元澄相信了他的話，便上表說，王肅將要叛變，立即將他監禁起來。而咸陽王、北海王上表說元澄擅自拘禁朝廷宰輔大臣，於是被免官回來。不久又被任命為開府、揚州刺史。他一到揚州，便加封增修孫叔敖的陵墓，搗毀蔣子文的神廟，同時上表請求修建和恢復皇室宗族的學堂，開設四科教學。宣武帝下詔同意這一建議。
起先，朝廷中商議南征的計劃，任命蕭寶夤為東揚州刺史，駐守東城；陳伯之為江州刺史，戍守於陽石。任命元澄總督二鎮，給予管轄指揮權。元澄便派遣統軍傅豎眼、王神念等進軍前往大峴、東關、九山、淮陵，分派諸將，日夜兼程佔領這些地方。元澄統率大軍，絡繹不絕，首尾相接，所到之處，捷報頻傳，朝廷下詔書予以表彰。不久遇到大雨，淮河水暴漲，元澄領軍回歸壽春。回兵時十分狼狽，損失兵士四千多人。元澄連續上表請求免去揚州刺史的職務，皇帝不答應。有關方面上奏，請求免去其開府名號，又降了三級。
元澄其後轉任鎮北大將軍、定州刺史。起先，這裡的百姓常常被徵收各種額外的賦稅，他們都覺得苦惱。前任的州官未能免除。元澄把這些負擔大多減免了，又明訂了各種獎罰升降的條令，上表請示朝廷，減少園林所佔土地，分給無業的貧民，布絹不能當做衣服用的不讓再織造，百姓們十分高興和仰賴他。他的母親孟太妃去世，元澄在居喪期間，十分傷心，世人都稱讚他的孝行。守喪期滿，被任命為太子太保。
這時，高肇當政，猜忌有才能的皇親國戚。元澄受到高肇的誣陷，經常害怕難以保全自身，便整天喝得醉醺醺，以表示自己荒廢頹唐。他的行為奇特，被時人看作是狂盪不經。宣武帝在夜間去世，事情發生得十分突然，高肇在外面手握重兵，孝明帝元詡年幼，朝野人心惶惶不安。元澄雖然受到疏遠罷斥，可是在朝中仍是眾望所歸。領軍于忠、侍中崔光等奏請任命元澄為尚書令，於是眾人才感到欣慰和信服。不久又改任司空、加侍中，隨著又下詔兼領尚書令。

### 上奏朝廷
元澄向朝廷進上《皇誥宗制》和《訓詁》各一卷，意欲讓太后讀後，思想勸誡的益處。元澄又上奏有關利國利民所應注意去做的十條：
1. 度量衡應當一致，公家和私人目前不同，應當統一起來；
2. 應興辦學校，以明示提升和罷免的法規；
3. 應當興滅國、繼絕世，各舉薦所了解的人才；
4. 在徵收了五種賦調之外，一樣也不再干擾民眾，需使用民力的，不要超過三天；
5. 治理民眾的官員，都應加以晉升或罷免，以示有賞有罰；
6. 逃亡戶代繳租稅的，離開原地時間已久的，如果不是工匠，應當允許他們居住下來；
7. 邊境上已逃跑的士兵，或者確實已死於戰場的，都應該認真檢查確實，三長及他們的近親，如確實加以隱藏，向他們徵收應代繳賦稅，沒有隱藏則不要論罪；
8. 世代從事工商家家戶戶，反複向他們徵收租調，他們就難以維持下去，請求立即免去他們的租調，讓他們安心從事本業；
9. 嚴禁三長欺詐瞞騙，不得隔層相兼任職，戶數不足便就近合併；
10. 羽林軍和武賁兵士，當邊境發生戰爭時，可以暫時出征作戰。正常時期的守邊任務，應當派軍隊輪換駐守。

靈太后把他的奏章批下來交百官審議，這十條有的被採納有的被否決。
當時四方中郎將兵少勢弱，不足以防守京城。元澄上奏說，應當由東中郎將兼管滎陽郡，南中郎將兼管魯陽郡，西中郎將兼管恆農郡，北中郎將兼管河內郡。挑選二品、三品中比較親近和賢能的官員們擔任，減少不急之務，給四中郎將配置強兵。這樣就能夠作到深根固本，主幹強勁而枝葉減弱。靈太后打算聽從他的建議，可是因後來在商議中有不同的意見，便沒有實行。不久，元澄因為有病，上表請求免去職務，朝廷不答應。
元澄又覺得北方邊境挑選任用鎮將時過於輕率，恐怕敵人入侵邊境時，危及山陵，因此上奏朝廷請求認真選用北部的鎮將，以嚴密防守警戒。朝廷不肯聽從。後來敵寇入侵，直到舊都城，而鎮將們大多不稱職，各處發生叛亂，進逼皇家陵園，確實像元澄原先擔心的那樣。
元澄又上奏說：“如今都城中府寺都沒有建築完備，現在軍事稍停，不要再徵召民眾，請調用各雜務人員以及司州郡縣中犯罪應責打十大板以上、百鞭以下之人改為收取贖罪之物，讓交納絹一匹、送磚二百塊，以便逐漸修建。”朝廷詔令聽從辦理。但太傅、清河王元懌上表反對這件事，因而未能實行。
元澄又奏說：“司州牧、高陽王元雍拷打奉朝請韓元昭、前門下錄事姚敬賢致死，雖然是因公而辦案，於理卻不合。為什麼呢？如果韓元昭等人罪惡昭彰，可定為死罪，就應當在都市中用刑，當眾棄市；如果僅出於懷疑有罪，情況尚未查清，不應讓三清九流之內的官員，死於杖下，草菅人命，傷理敗法。往年他在州中任職時，在大集市上鞭打致死五人，可是檢查這些人的贓物，卻沒有一點證據。如今又酷刑傷人，竟至於此。朝野議論紛紛，都覺得十分驚異。如果生殺之權在下面，為臣子的可以專行暴虐，那麼，國君的權力，又有什麼用途？請將這件事交付廷尉追究，檢驗他們逼迫的情形，追查他們被拷打致死的理由。”朝廷下詔聽從。元澄當官，對各種事情都不加迴避。他又上奏有關墾田中分配給人以及接受者之間的八條規定，很有條理。西域的嚈噠、波斯各國，都通過他們的公使送給元澄駿馬一匹。元澄請求交給太僕，充實到國家的馬厩中。朝廷下詔：“任城王廉潔忠貞的品德，超過了楚國相國孫叔敖，可以讓他交付馬厩，以成就君子之美。”
御史中尉、東平王元匡奏請朝廷，取出景明元年（500年）以來朝廷內外的考績簿籍、吏部的任命官員登記冊、中兵功勳登記簿和各種考核官吏的資料，準備從中檢查出冒升官階竊取官職的人員。靈太后應許了他的請求。元澄上表認為：“御史的職責，根據傳聞糾察。至於冒稱功勳而得品級，各處情況不同。如果傳聞是某一處有問題，就應當檢查這一部分的材料。如果差別很大，虛假的情形必然敗露，然後以典章刑法加以處置，誰敢不服？豈能因為某一處出現問題就全部追究已經隔代所發生的差錯，這樣追究過失，誰能承擔罪責？這實在是聖朝所應慎重處置的大事啊！”靈太后採納了他的意見，停止查辦。後來，又改任元澄為司徒公，侍中、尚書令依舊。
神龜元年（518年），朝廷下詔加賜女侍中貂蟬，和宮廷外面的侍中服飾相同。元澄上表進諫說：“高祖、世宗時都有女侍中的官職，沒有看見把金蟬連綴在象珥上，把鼠貂豎在鬢髮上。江南偽晉晉穆帝何皇后曾經給女尚書的冠上加貂飾，這是衰亂之世道，妖異的服飾。況且由婦人來穿男子的服裝，是陰盛到極點而轉化為陽，所以從穆帝、哀帝之後，國家很快就滅亡了。因此劉裕能夠篡權叛道。禮樂儀表，各種變化，是風化的本源，請求依照過去的禮儀，收回原來頒發的詔書。”孝明帝聽從他的意見。
當時，靈太后非常喜歡大興土木，在京城建起永寧、太上公等佛家寺廟，人力金錢耗費不少，在外地各州也都修建五層佛塔。又經常為各種齋會施捨財物，動則以萬計。老百姓因修建各種土木工程而疲憊不堪，金銀的價格扶搖直上。削減和侵奪百官的俸祿和人力，耗費國庫中積蓄的錢財。同時，她又任意賞賜身邊的人員，每天多達數千。元澄上表極力說明這些事的得失。雖然最終沒有被採納，但靈太后經常很客氣而有禮貌地加以答覆。朝政事務，不論大小，都召他參與。元澄也盡心輔佐朝廷，凡是所辦的事情於民眾不利，元澄必定竭力勸諫，十分認真，反復不斷，朝廷內外人對他大多敬重並有所懼怕。

### 逝世
神龜二年十二月癸丑（520年1月13日），元澄去世，追贈假黃鉞、使持節、都督中外諸軍事、太傅、領太尉公，給予特殊的禮遇，備有九錫，依照晉朝大司馬齊王攸的作法，諡號為「文宣王」。元澄下葬時，各種喪禮器具、裝飾都非常齊全，靈太后親自送至郊外，停車悲傷地痛哭，悲哭之聲感動了左右侍從。百官前來參加喪禮的有一千多人，無不傷心地哭泣著，當時的人都認為這是喪禮中最為榮耀的一次了。元澄第四子元彝承襲了他的爵位。

## 家庭

### 父母
- 拓跋云，使持节、都督陕西诸军事、征南大将军、长安镇都大将、雍州刺史、任城康王
- 孟太妃

### 兄弟姐妹
- 元嵩，北魏安南将军、扬州刺史、高平刚侯
- 元瞻，北魏金紫光禄大夫、散骑常侍、抚军将军、司州州都
- 元纯陀，先嫁穆氏，后改嫁使持节、代理镇南将军、都督南讨诸军事、平舒文定伯邢峦，邢峦死后在大觉寺出家，法号智首

### 王妃
- 李令徽，出自赵郡李氏东祖，北魏振威将军、南征别将、彭城镇副将、始丰子李元茂长女[23][24]
- 冯令华，北魏太师、昌黎武王冯熙第七女[25]

### 子女
- 元顺，北魏征南将军、左仆射、右光禄大夫、东阿文烈公
- 元淑，早逝
- 元悲，早逝
- 元彝，北魏骁骑将军、通直散骑常侍、任城文昭王
- 元纪，西魏尚书左仆射、华山郡王
- 新丰公主，嫁西魏持节、都督东秦州诸军事、车骑大将军、东秦州刺史、刈陵县开国子杜欑，追赠京兆公主
- 元氏，嫁北魏镇南将军、金紫光禄大夫、国子祭酒王翊[26]